# Sigge Stark
Sigge Stark, pseudonym för Signe Björnberg, född Petersén 22 mars 1896 i Hidinge församling, Örebro län, död 1 februari 1964 i Nordmarks församling, Värmlands län, var en svensk författare, travkusk och hunduppfödare. Hon var under flera decennier en av Sveriges mest lästa författare, via kärleksromaner med titlar som Månskensnatten (1945), Vi gifter bort mamma (1955) och Carmen Maria och kärleken (1965). Sammanlagt trycktes böckerna i över fem miljoner exemplar. Hon skrev även manus till ett par radioserier och gav ut två djurböcker under eget namn.

## Biografi

### Bakgrund
Hon föddes 1896 på Sälvens gård i Hidinge utanför Örebro. Som barn var hon en våghals, och hennes mor sa att hennes pojkflicka till barn egentligen borde fötts som pojke – med namnet Sigge. Efter skolan livnärde hon sig inom en rad olika yrken och bland annat som stalldräng (under namnet "Peter").
Hon skrev några noveller, vilka hon lyckades sälja till tidningen Vårt Hem. Berättelserna publicerades under namnet Sigge Stark, där Stark kom av faderns smeknamn "Kalle Stark".

### Författarskap
Som 25-åring reste hon till Stockholm för att förverkliga sina författardrömmar. Det började med en boknovell med titeln Den steniga vägen till lyckan. Efter 1924 års debut kom författarnamnet Sigge Stark att synas på 115 romanomslag, de flesta med berättelser i landsbygdsmiljö. Dessutom skrev hon 175 noveller – samlade i 23 novellsamlingar – och därutöver 365 noveller och TV-kåserier för dagspressen.
Åren 1959–1960 hade berättartalangen Björnberg framgång med radioföljetongen Hällebäcks gård efter en förlaga från brittiska BBC:s serie The Archers. 1961 bearbetades berättelsen, som beställts av Sveriges Radios underhållningschef Allan Schulman, till film. Dessutom skrev hon radioserien Lia-Perla, en berättelse om en värmländsk småbrukarfamilj med häst.
Björnberg var en stor djurvän, och på hennes och maken Göstas gård – de gifte sig 1926 – fanns många hundar och hästar. Under sitt eget namn skrev hon Kamrat hund (1953) och Mina vänner djuren (1965) samt cirka hundra tidningsartiklar om djur och travsport.
Många av Sigge Stark-böckerna kom även ut i nytryck ända fram till 1990-talet. Ett stort antal har också getts ut som talböcker. Böckerna har även översatts till danska, norska (bokmål), finska, isländska och nederländska.
Sigge Stark var under flera årtionden en av Sveriges mest produktiva och lästa författare, och 1957 meddelade Dagens Nyheter att Vilhelm Moberg och Sigge Stark låg i topp bland de mest populära svenska författarna. Totalt sägs hennes böcker ha tryckts i över fem miljoner exemplar, men själv lär hon inte ha blivit rik på författandet. De hårda förlagsvillkoren var också delansvariga för massproduktionen av böcker.

### Sista år
Signe Björnberg skrev sina Sigge Stark-böcker upp i hög ålder, och de sista gavs ut ett par år efter hennes död. Hon bodde sina sista år på bergslagsgården Mannikhöjden i Värmlandsbergs landskommun, där makarna tog hand om djur och hon fortsatte sitt skrivande. Bland annat hade de grand danois-hundar.
Hon hade på 1940-talet behandlats för cancer och insjuknade 1963 i lungcancer, och i februari året därpå avled hon på Arvika lasarett. Hon begravdes sedan på Fryksände kyrkogård i Torsby.

## Betydelse och eftermäle
Sigge Starks ofta enkelt uppbyggda kärleksromaner var sinnebilden för skräplitteratur för samtida litterära kritiker. Under senare år har hennes författarskap dock väckt intresse även bland forskare. 1990 kom Bo Niklassons Vem var Sigge Stark? : en biografi och 2000 utgav Anna-Lena Hagberg vid Linköpings universitet Signe Björnberg Sigge Stark : en bibliografi. 2004 gjorde Eva Heggestad en genomgång av könsroller och könsrollsöverskridanden i studien En smula karlavulna med ändå vekt kvinnliga : byxroller i Sigge Starks romaner. Dag Hedman ägnade sig 2014 åt böckernas cirkusmotiv i sin text Signe Björnbergs cirkusberättelser och deras hjältinnor. 2015 analyserade Yvonne Leffler Sigge Stark som litteraturhistoriskt fenomen i boken Sigge Stark – Sveriges mest produktiva, utskällda och lästa författare.
I Torsby finns föreningen Sigge Starks litterära sällskap.

## Verklista